# Her Secret
Her Secret è un film muto del 1917 diretto da Perry N. Vekroff e interpretato da Alice Joyce. Prodotto dalla Vitagraph Company of America, il film uscì nelle sale il 30 aprile 1917.

## Trama
Clara Weston accetta un lavoro di segretaria in un'altra città. Durante il viaggio, deve pernottare in un albergo ma, nella notte, viene stuprata da uno dei clienti che l'ha scambiata per una ragazza facile. La mattina, Clara riparte. Rex Fenton, il suo nuovo datore di lavoro, si innamora della ragazza, venendone ricambiato. Clara, incinta del suo violentatore, però non si rende conto che si tratta proprio di Rex, il quale nel frattempo, si è tagliato la barba, rendendosi così irriconoscibile ai suoi occhi. I due si sposano e Rex adotta il bambino. Ma quando scopre il passato della moglie, che non gli ha mai raccontato dello stupro, la lascia. Quando però viene a sapere di essere lui il responsabile dell'accaduto, torna da Clara e dal figlio, pentito, chiedendo perdono.

## Produzione
Prodotto dalla Vitagraph Company of America con il titolo di lavorazione The Third Party.

## Distribuzione
Uscito nelle sale statunitensi il 30 aprile 1917, il film fu distribuito dalla Greater Vitagraph (V-L-S-E).

Viene considerato un film perduto.